# 圣保罗迪佐
圣保罗迪佐（法語：Saint-Paul-d'Izeaux，法語發音：[sɛ̃ pɔl dizo]，意为“伊佐的圣保罗”）是法国伊泽尔省的一个市镇，原属格勒诺布尔区，2017年起改属维埃纳区。

## 地理
圣保罗迪佐（45°19'0"N, 5°25'46"E）面积7.63 平方千米，位于法国奥弗涅-罗讷-阿尔卑斯大区伊泽尔省，该省份为法国东南部内陆省份，北起顺时针与安省、萨瓦省、上阿尔卑斯省、德龙省、阿尔代什省、卢瓦尔省和罗讷省。
与圣保罗迪佐接壤的市镇（或旧市镇、城区）包括：博克鲁瓦桑、拉福尔特雷斯、伊佐、普朗、蒂兰。
圣保罗迪佐的时区为UTC+01:00、UTC+02:00（夏令时）。

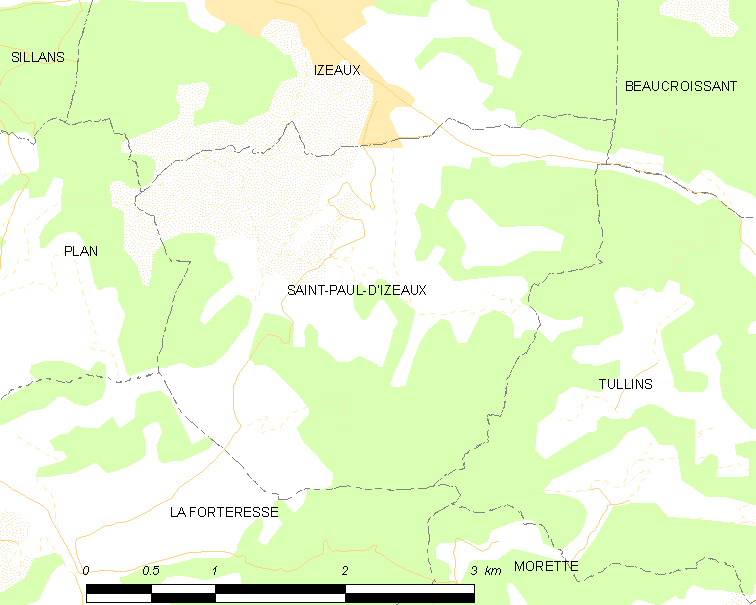
圣保罗迪佐的OSM定位图

## 行政
圣保罗迪佐的邮政编码为38140，INSEE市镇编码为38437。

## 政治
圣保罗迪佐所属的省级选区为比耶夫尔县。

## 人口

1962-2008年间圣保罗迪佐人口变化图示

圣保罗迪佐于2022年1月1日时的人口数量为303人。